# Allauddin Khan
Allauddin Khan (ou Baba Allauddin Khan ou Ustad Alauddin Khan) est un maître de musique indienne, d'origine bengalie, né en 1881, et mort le 6 septembre 1972. Bien que musulman, il avait une grande dévotion pour la déesse hindoue Sarasvati. Il est le fondateur de la gharana (« école ») de Maihar.
Disciple de Wazir Khan, il était capable de jouer de beaucoup d'instruments différents (sarod, violon, sitar, surbahar, etc.) et il fut le grand maître (guru) de ses enfants Ali Akbar Khan et Annapurna Devi (ses deux autres filles ne furent pas éduquées ainsi quant à elles) et de Ravi Shankar, Nikhil Banerjee, Vasant Rai, Indranil Bhattacharya, Pannalal Ghosh et Rabin Ghosh.
Il était un grand compositeur et il a créé beaucoup de râgas, dont : Arjun, Bhagabati, Bhim, Bhuvaneshvari, Chandika, Dhabalashri, Dhankosh, Dipika, Durgeshvari, Gandhi, Gandhi Bilawal, Haimanti, Hem-Behag, Hemant, Hemant Bhairav, Imni Manjh, Jaunpuri Todi, Kedar Manjh, Komal Bhimpalasi, Komal Marwa, Madanmanjari, Madhabsri, Madhavgiri, Malaya, Manjh Khamaj, Meghbahar, Muhammed, Nat-Khamaj, Prabhakali, Raj Bijoy, Rajeshri, Shobhavati, Subhabati, Sugandha et Surasati.
Il fut aussi l'un des tout premiers musiciens indiens à se produire à l'étranger en accompagnant Uday Shankar lors de la tournée de 1935, après avoir remplacé Timir Baran qui avait rejoint le studio de cinéma New Theatres à Calcutta. Il fut de même le promoteur des premiers orchestres d'instruments indiens.
Extraordinaire pédagogue, il a reçu de nombreuses distinctions. Il était gaucher et ne prenait même pas la peine de changer les cordes des instruments conçus pour les droitiers. Son instrument favori était le sarod, qu'il a beaucoup fait évoluer.